# Go2DaMoon
«Go2DaMoon» — песня американского рэпера Playboi Carti при участии Канье Уэста. Она была выпущена 25 декабря 2020 года, как вторая песня из второго студийного альбома Whole Lotta Red.

## История
Впервые отрывок песни появился 24 ноября 2020 года, в видео Картер и ASAP Bari танцуют в студии. Композиция длится чуть меньше двух минут и начинается с куплета Канье Уэста. Песня была спродюсирована Outtatown и Wheezy, их продюсерские теги были убраны из финальной версии.

## Отзывы
HipHopDX и HotNewHipHop сказали о том, что Whole Lotta Red получил «тёплый» приём слушателей, однако некоторые похвалы были сконцентрированы на куплет Уэста на песне «Go2DaMoon», который считается «самым качественным» в альбоме.  Вниманию было также обращено высказывание Уэста об Иисусе из-за того, что Whole Lotta Red имеет сатанинские коннотации, на мерче альбома, на котором, среди прочего, изображены перевернутые кресты. Аарон Уильямс из Uproxx счёл куплет Уэста скучным. В обзоре альбома Пол А. Томпсон из Pitchfork сказал, что это, наряду с появлением Кида Кади и Фьючера на песнях из пластинки, «следовало оставить где-то на жёстком диске». Латеша Харрис из NPR назвала этот трек самым выдающимся в альбома.

## Коммерческий успех
Это одна из четырёх песен из Whole Lotta Red, которая дебютировала в чартах Billboard Hot 100 и Rolling Stone Top 100 с 6.3 миллионов прослушиваний.

## Чарты
| Чарт (2021)                           | Высшая позиция |
| ------------------------------------- | -------------- |
| Мир (Billboard Global 200)            | 150            |
| Канада (Billboard Canadian Hot 100)   | 86             |
| Новая Зеландия (RMNZ)                 | 4              |
| США (Billboard Hot 100)               | 82             |
| США (Billboard Hot R&B/Hip-Hop Songs) | 30             |
| США (Rolling Stone Top 100)           | 76             |